# Pål Håpnes
Pål Håpnes (Levanger, 28 giugno 1970) è un ex calciatore norvegese, di ruolo centrocampista.

## Carriera

### Club
Håpnes cominciò la carriera con le maglie di Lunner e Gran. Passò poi al Kongsvinger, per cui esordì nella Tippeligaen in data 17 giugno 1993, sostituendo Trym Bergman nel pareggio a reti inviolate contro il Brann. Il 4 luglio dello stesso anno, segnò la prima rete: andò in gol nel pareggio per 1-1 contro il Molde.
Passò poi in prestito al Moss, prima di tornare nuovamente al Kongsvinger. Nel 2000 passò al Bryne a titolo definitivo. Il debutto in squadra avvenne il 9 aprile, quando fu titolare nel successo per 4-2 sullo Start. Il 9 luglio arrivò il primo gol in campionato con questa casacca, nella sconfitta per 4-2 sul campo dell'Odd Grenland. L'anno seguente, contribuì a far arrivare il Bryne nella finale di Coppa di Norvegia, persa per 3-0 contro il Viking.
Tornò poi nel Kongsvinger, dove chiuse la carriera nel 2003.